# Lenguas egipcias
Las lenguas egipcias son una subfamilia de las lenguas afroasiáticas, que incluye tanto al egipcio antiguo, como a sus descendientes, el egipcio demótico y el copto. La única de estas lenguas que todavía tiene un uso es el copto, que se preserva como lengua litúrgica en la Iglesia ortodoxa copta y la Iglesia católica copta.
La lengua egipcia perduró hasta el siglo V con sistema de escritura demótica y hasta el siglo XVII con el uso del copto. Los primeros registros escritos de la lengua egipcia (escritura jeroglífica) datan del 3200 a. C., convirtiéndola en una de las más antiguas lenguas escritas conocidas. También es la lengua atestiguada por más tiempo, con un registro escrito que abarca más de 4000 años.
La lengua nacional del Egipto moderno es el árabe egipcio. Esta es una variante del árabe, no relacionada con el egipcio clásico y sus descendientes, que desde la Edad Media (siglo VII de nuestra era) fue reemplazando al copto como lengua vehicular de la vida diaria después de la conquista musulmana del país.

## Diversidad y períodos
Las lenguas egipcias históricamente testimoniadas muestran variación diatópica y diacrónica. La variación diatópica o geográfica se refiere a la ocurrencia de peculiaridades en la lengua usada en cada ciudad. La variación diacrónica se refiere a los cambios lingüísticos que a largo plazo tienen el efecto de hacer ininteligible las formas más antiguas de la lengua para los hablantes posteriores.
Aunque hay varios intentos de clasificar mejor las lenguas afroasiáticas, no hay consenso sobre con qué ramas del egipcio afroasiático está más estrechamente relacionada. Sorprendentemente, el egipcio aparentemente perdió por completo la conjugación del prefijo afroasiático en una etapa temprana, pero el trípode formado con sufijos permaneció en la forma del pseudoparticipio egipcio y fragmentariamente en el cualitativo copto . En el área de la inflexión nominal , entre las numerosas opciones de formación del plural del idioma original en egipcio, prevaleció la terminación -w , mientras que todas las demás opciones de formación fueron suprimidas. Sólo no se puede descartar un plural debido a cambios de vocales. El egipcio también muestra toda una serie de cambios significativos en el ámbito del sistema fonético.
Se habla de "lenguas egipcias" en lugar de "lengua egipcia" no tanto debido al hecho de que simultáneamente existieran diversas variedades diatópicas de egipcio como al hecho de que la lengua de diferentes periodos históricos es bastante diferente de la de otros.
La gramática y la fonología de la lengua de cada periodo puede llegar a diferir mucho de la de otros periodos hasta hacer virtualmente incomprensible dos variantes diacrónicas de la lengua (en el mismo sentido que el latín es prácticamente incomprensible para los hablantes de las lenguas románicas). Esta es la razón por la que debe hablarse de diferentes lenguas egipcias.
Convencionalmente los estudiosos agrupan las variantes de lenguas egipcias en seis periodos cronológicos mayores:
- Egipcio arcaico (antes del 2600 a. C.)
- Egipcio antiguo (2600 a. C. - 2000 a. C.)
- Egipcio medio (2000 a. C. - 1300 a. C.)
- Egipcio tardío (1300 a. C. - 700 a. C.)
- Demótico (siglo VII a. C.-siglo V d. C.)
- Copto (siglo II d. C.[3] - siglo XVII d. C.)

### Egipcio arcaico (antes del 2600a.C.)
Los primeros escritos en lengua egipcia datan del 3200 a. C. Estos primeros textos son generalmente agrupados bajo la denominación de "egipcio arcaico".

### Egipcio antiguo (2600a.C. - 2000a.C.)
El "egipcio antiguo" fue hablado unos 500 años a partir del 2600 a. C. Los Textos de las Pirámides son el cuerpo más grande de la literatura escrita en esta fase de la lengua. Las paredes de las tumbas de la élite egipcia de esa época llevan inscripciones funerarias autobiográficas que representan a los antiguos egipcios. Posteriormente, a partir del 2100 a. C. aparecerían los Textos de los Sarcófagos.

### Egipcio medio (2000a.C. - 1300a.C.)
El "egipcio medio" se habló a partir del 2000 a. C., cuando el "egipcio tardío" hizo su aparición; el "egipcio medio", no obstante, perduró varios siglos como lengua escrita –similar al uso del latín durante la Edad Media o el moderno árabe clásico.

### Egipcio tardío (1300a.C. - 700a.C.)
La lengua egipcia tardía, egipcio tardío o neoegipcio es la fase de las lenguas egipcias que fue escrita desde la época del Imperio Nuevo a alrededor del 1350 a. C. en el Período de Amarna. Los textos escritos íntegramente en egipcio tardío datan del periodo ramésida y posteriormente. El egipcio tardío sucedió, pero no sustituyó totalmente, al  egipcio medio como lengua literaria.

### Egipcio demótico (sigloVIIa.C.-sigloVd.C.)
El demótico apareció hacia el año 650 a. C. y perduró como lengua hablada hasta el siglo V d. C.
El demótico fue escrito utilizando un sistema derivado de la escritura hierática, cuya apariencia es vagamente similar a la moderna escritura árabe y también solía escribirse de derecha a izquierda (aunque no guardan relación).

### Idioma copto (sigloIId.C.-sigloXVIId.C.)
El copto escrito o cóptico hizo su aparición en el siglo II a. C. y fue a su vez reemplazado por el Árabe egipcio luego de la conquista musulmana en el siglo VII. El copto perduró como lengua viva hasta el siglo XVII, cuando los estudiosos europeos viajaron a Egipto para aprenderlo de los hablantes nativos durante la época del Renacimiento. El dialecto bohairico del copto es todavía usado por las iglesias cristianas egipcias.
El copto se escribe utilizando el alfabeto copto, utilizando letras del alfabeto griego y algunos símbolos tomados del demótico para sonidos que no existían en el griego antiguo.

## Descripción lingüística
El egipcio presenta diversas características propias de las lenguas afroasiáticas. La mayoría de formas léxicas constan de raíces de tres consonantes, por ejemplo, <nfr> 'bello, bueno'. A veces hay raíces de dos consonantes como, por ejemplo, <rʕ> "Sol" (el "gancho a la derecha" indica una fricativa faringal sonora). Existen también raíces aun mayores, con hasta cinco consonantes.

### Fonología
Las vocales y otras consonantes eran insertadas en las raíces para derivar diferentes significados de la misma forma que lo hacen hoy día el árabe, el hebreo y otras lenguas afroasiáticas.  Sin embargo, debido a que las vocales no eran escritas en el idioma egipcio (exceptuando el copto), es difícil reconstruir las palabras y, por tanto, el término ʔanj podría significar 'vida, vivir, viviendo' (aquí el "gancho a la izquierda" es la oclusiva glotal).  En la moderna transcripción <a, i, u> representan las vocales egipcias, el nombre Tut-anj-Amón era escrito <tut ʔnj imn> o <imn-tut-ʔnj>. Se trata de una convención basada en la pronunciación del idioma copto, aunque la realmente utilizada se desconoce pues, seguramente, sufriría variaciones a lo largo de tres mil años.
Fonológicamente el egipcio diferenciaba consonantes bilabiales, labiodentales, alveolares, palatales, velares, uvulares, faringeales y glotales, en una disposición similar a la del árabe.  El orden de las palabras es "verbo-sujeto-objeto".  Por tanto, no se diría "el hombre abre la puerta" sino "abre el hombre la puerta".  Este idioma utilizaba también el llamado estado constructo que combina dos o más nombres para expresar el genitivo, similar a las lenguas semíticas y bereberes. La siguiente tabla muestra una reconstrucción aproximada de los posibles fonemas del egipcio antiguo a partir de la transcripción de nombres propios, la comparación con otras lenguas y la evidencia del idioma copto:
|                     | Labial | Alveolar | Postalveolar | Palatal | Velar | Uvular | Faríngea | Glotal |
| ------------------- | ------ | -------- | ------------ | ------- | ----- | ------ | -------- | ------ |
| Nasal               | m      | n        |              |         |       |        |          |        |
| Oclusiva            | p b    | t d      |              | c ɟ     | k ɡ   | q      |          | ʔ      |
| Fricativa           | f      | s z      | ʃ            | ç       |       | χ ʁ    | ħ ʕ      | h      |
| Aproximante/Líquida | w      | l r      |              | j       |       |        |          |        |

### Gramática
En las primeras etapas del idioma egipcio no existían los artículos, no había palabras para 'el / la', o 'un / una'. En el período tardío se usaron las partículas <p3, t3> y <n3> como cuasi-artículos. Como otras lenguas afroasiáticas, el egipcio utilizaba dos géneros gramaticales, femenino y masculino. También tenía tres posibilidades para el número gramatical: singular, dual y plural, aunque había una tendencia de la pérdida del número dual en el egipcio tardío.

## Escritura egipcia
La mayoría de los textos que se conservan en lengua egipcia están escritos sobre piedra en jeroglíficos. El nombre nativo de la escritura jeroglífica egipcia es zẖꜣ n mdw-nṯr ("escritura de las palabras de los dioses").
Sin embargo, en la antigüedad, la mayoría de los textos fueron escritos sobre papiros en escritura hierática y más tarde demótica.Había también una forma de escritura jeroglífica cursiva usada para documentos religiosos sobre papiro, tal como en muchos textos del Libro de los Muertos. Este sistema de escritura es más simple de usar que los jeroglíficos en las inscripciones sobre piedra, sin embargo, no era tan cursiva como el hierático, careciendo de la amplia utilización de ligaduras.  Adicionalmente, existía una escritura llamada hierático lapidario. En la etapa de desarrollo final de la lengua, el alfabeto copto reemplazó el antiguo sistema de escritura.
En la antigüedad, la mayoría de los textos se escribían en papiro perecedero en hierático y (más tarde) demótico. También existía una forma de jeroglíficos cursivos, utilizada para documentos religiosos en papiro, como el Libro de los Muertos' de la Vigésima Dinastía; era más sencilla de escribir que los jeroglíficos de las inscripciones en piedra, pero no era tan cursiva como la hierática y carecía del amplio uso de ligaduras. Además, existía una variedad de hierático tallado en piedra, conocido como "hierático lapidario".[cita requerida]
En la etapa final de desarrollo de la lengua, el alfabeto copto sustituyó al antiguo sistema de escritura.
Los jeroglíficos se emplean de dos formas en los textos egipcios: como ideogramas para representar la idea representada por las imágenes y, más comúnmente, como fonogramas para representar su valor fonético.
Como la realización fonética del egipcio no puede conocerse con certeza, los egiptólogos utilizan un sistema de transliteración para denotar cada sonido que podría ser representado por un jeroglífico uniliteral.
El erudito egipcio Gamal Mokhtar argumentó que el inventario de símbolos jeroglíficos derivaba de "la fauna y la flora utilizadas en los signos [que] son esencialmente africanas" y en "lo que respecta a la escritura, hemos visto que un origen puramente nilótico, por tanto africano, no sólo no está excluido, sino que probablemente refleja la realidad", aunque reconoció que la situación geográfica de Egipto lo convirtió en receptáculo de muchas influencias. 
El nombre nativo para el sistema de escritura jeroglífica egipcio era zẖꜣ n mdw-nṯr ("escritura de las palabras de los dioses"). Los jeroglíficos eran empleados de varias maneras en los textos: como logogramas o ideogramas, representando la idea descrita por las figuras, o más comúnmente como fonogramas denotando su valor fonético.

## Influencia en otras lenguas
La lengua egipcia sobrevivió durante la Edad Media y principios de la Edad Moderna en forma de lengua copta. El copto sobrevivió más allá del siglo XVI sólo como lengua vernácula aislada y como lengua litúrgica de las iglesias copta ortodoxa y copta católica. El copto también tuvo un efecto duradero en el árabe egipcio, que sustituyó al copto como principal lengua cotidiana en Egipto; el sustrato copto del árabe egipcio aparece en ciertos aspectos de la sintaxis y, en menor medida, en el vocabulario y la fonología.
En la antigüedad, el egipcio ejerció cierta influencia en el griego clásico, de modo que varios préstamos egipcios al griego perduran en el uso moderno. Algunos ejemplos son:
- ébano (egipcio hbnj, a través del griego y luego del latín)
- marfil (egipcio ꜣbw, a través del latín)
- natrón (egipcio nṯrj, a través del griego)
- lirio (egipcio ḥrrt, copto hlēri, vía a través del griego)
- ibis (egipcio hbj, vía a través del griego)
- oasis (egipcio wḥꜣt, vía a través del griego)
- barcaza (egipcio bꜣjr, vía a través del griego)
- posiblemente gato[75]
- faraón (egipcio pr ꜥꜣ, lit. "gran casa", vía hebreo y griego)